# Stiporyzopsis
Stiporyzopsis,  es un género monotípico híbrido entre los géneros de  la familia de las poáceas (Oryzopsis  × Stipa).

## Especies
- Stiporyzopsis caduca (Beal) B. L. Johnson & Rogler (sinonimia: ×Achnella caduca (Beal) Barkworth.[1]